# Ab intestato
Ab Intestato és una locució llatina que significa "sense testament" i s'aplica quan algú és mort sense deixar testament. En aquest cas la llei ja preveu una designació d'hereus per un ordre preestablert (actualment primer els fills o descendents, després el cònjuge, després els pares o ascendents, després els germans i col·laterals). Aquest ordre el determina a Catalunya el Codi Civil Català.
La declaració d'hereus quan es produeix la circumstància, també es diu declaració d'hereus ab intestato. Anteriorment corresponia al jutge, però els darrers anys aquesta funció es va passar al notari, que aixeca acta de notorietat, i després de l'aportació dels documents corresponents (entre els quals el certificat del Registre General d'actes d'última Voluntat acreditant la manca de testament o altra disposició successòria) i declaració de testimonis, declara la notorietat del fet i declara hereu a qui pertoqui.